# 7男2女11人の大家族石田さんチ!
『7男2女11人の大家族石田さんチ!』（しちなんにじょじゅういちにんのだいかぞくいしださんち）は、日本テレビ系列で1997年から不定期に放送しているドキュメンタリーの特別番組である。長寿番組でもある。

## 概要
同局の『追跡』で取り上げた「三好家の大家族スペシャル」を引き継ぎ、茨城県常総市に居住する大人数家族の石田晃（以下、本項では父親と表記）一家の日常を放送する。家族構成は、夫妻と妻方祖母、長女、長男、次女、次男、三男、四男、五男、六男、七男の12人であり、後に父親と母親の孫にあたる子女も誕生した。当初はスタジオでゲスト出演者らがコメントしつつ進行する番組であったが、2016年1月3日放送分を除き現在は取材収録を編集して放送している。（いわゆる「オールロケ」形式。日テレでは『ザ!鉄腕!DASH!!』『とんねるずの生でダラダラいかせて!』などがスタジオから全編ロケに移行した番組がある。）

## 放送内容
- 爆笑感動大家族7男2女11人と猫1匹石田さんチが大騒ぎ - 1998年7月13日

当時日本ロレアルに勤務していた父親が出勤する様子から始まる。
- ニッポンのお母ちゃん実録SP 7男2女11人の大家族　石田さんチが大騒ぎ - 2001年4月4日
- 7男2女11人大家族石田さんチが大激震!! - 2001年9月25日
- 7男2女11人大家族石田さんチがまたまた大騒ぎ」爆笑トラブル（秘）新作版 - 2002年2月16日
- 7男2女11人の大家族　石田さんチが大騒ぎ（秘）特別版 - 2002年10月2日
- 7男2女11人大家族石田さんチがまたまた大騒ぎ　夢の一戸建てリフォーム大作戦 - 2003年9月29日
- 泣き笑い密着2600日7男2女11人の大家族石田さんチの7大事件 - 2004年11月25日
- 7男2女11 人の大家族・石田さんチがまたまたま大騒ぎ～節目～ - 2004年12月16日
- 7男2女11人の大家族石田さんチが大騒ぎ!04最新作・波瀾万丈編 - 2005年2月16日
- 7男2女一家11人大家族 石田さんチが大騒ぎ2005 - 2005年12月27日

多忙によるストレスに悩まされる父親のために、書斎と称してログハウスをプレゼントした。
- 7男2女一家11人の大家族　石田さんチの家族記念日 - 2006年5月4日
- 密着10周年!7男2女一家11人の大家族・石田さんチ長男が結婚で大騒ぎ - 2007年1月4日

テレビカメラマンの三男が撮影したビデオレターを、長男夫妻の結婚披露宴で上映。
- 7男2女11人の大家族石田さんチハワイ旅行で大騒ぎ‼… - 2007年9月28日
- 初笑い!初泣き!家族SP7男2女11人の大家族石田さんチの大掃除　史上最大チョー㊙大作戦 - 2008年1月2日
- 7男2女一家11人大家族 石田さんチが大騒ぎ ～12年目の真実～ - 2009年1月12日
- 今回は…命の物語です 7男2女11人大家族石田さんチが大騒ぎ「お母ちゃんの秘密」 - 2010年1月11日
- 7男2女11人大家族石田さんチが大騒ぎ　金より大切なモノ - 2010年4月3日
- 7男2女11人の大家族 石田さんちが大騒ぎ　2010年重大事件 - 2010年12月29日
- 7男2女11人の大家族 石田さんチが大騒ぎ!!「家族って何だろう」 - 2011年1月10日
- 7男2女11人の大家族 石田さんチが大騒ぎ!～2011家族の絆～ - 2011年12月28日

東日本大震災直後、茨城県東海村にある長男宅にスタッフが取材。
- 7男2女11人の大家族 石田さんチが大騒ぎ　両親への感謝SP - 2014年3月27日
- 大家族石田さんチ 密着6500日!子育て最終章 - 2015年4月29日
- 大家族石田さんチ新春3時間半SP　密着19年!ゼロからの出発 - 2016年1月3日
- 7男2女11人の大家族石田さんチが大騒ぎ‼かぞくってなんだ。SP -  2016年5月9日

やんちゃで手が付けられないと言われた七男が父親と同じ美容師の道を進む。
- 密着20年!大家族石田さんチ 夫婦は円満別居!?末っ子も新生活で大騒ぎだSP - 2016年9月2日
- 密着!20周年大家族石田さんチ　別居・介護・相続…　終活宣言で大騒ぎ - 2017年5月22日

日本テレビ 7daysTV かぞくって、なんだ？キャンペーン参加
- 大家族石田さんチ 緊急招集!最後の家族旅行 - 2018年5月1日
- 2019年お正月&未公開 平成最後の大家族石田さんチ～新たな波乱の幕開けSP～ - 2019年1月19日
- 結婚40年！大家族石田さんチ   子ども達からの感謝状 - 2019年5月16日
- 緊急特別版　大家族石田さんチ　密着23年!負けてたまるかSP - 2020年3月26日[2]
- 密着取材24年目突入‼大家族石田さんチ　末っ子が結婚宣言で大騒ぎ‼～ - 2020年11月26日
- 密着24年!孫が誕生3時間SP 大家族石田さんチ～君が、パパになるなんて…～ - 2021年12月8日
- 大家族 石田さんチ～あの末っ子の子育て＆マイホーム大作戦!3時間SP～ - 2022年9月10日
- 密着26年!新たな命も誕生 大家族石田さんチ2023～人生は、どこまでも続くよSP～ - 2023年11月15日
- 密着27年目の“夫婦の危機”　大家族石田さんチ 両親へ…感謝の沖縄旅行3時間SP - 2024年10月5日

## ナレーター
- 内海賢二 初代、2013年6月13日に死去し、2014年3月27日放送回は生前の内海と後を継いだ中のナレーションを合わせて用い最後に弔文が放送された。
- 中博史 2代目、2014年3月27日放送分より。

## 主なスタッフ
2024年10月時点
- 構成：田代裕
- 撮影：中林清一
- 編集︰宮島亜紀（以前も担当）
- EED：若宮慎也（若宮→以前も担当）
- MA：村松勝弘
- 音効：石垣哲（イメージファクトリィ）
- デスク：北村佳子
- TK：塚越倫子
- 制作進行：加藤（菅）恭兵（以前はAD）
- ディレクター：今井恵介
- 演出：澤本文明
- プロデューサー：似鳥利行（日テレ）、東海伸治
- チーフプロデューサー：大橋邦世（日テレ）
- 制作協力：One's One
- 製作著作：日本テレビ

### 過去のスタッフ
- 撮影︰水上智重子（以前も担当）
- 音声：向理史、関根将志
- EED︰森田智之
- 編集：吉岡聡、永谷喜美雄
- AP：市川佳子
- プロデューサー：島田美帆（日テレ）、吉田絵（日テレ）、小林拓弘（日テレ）、首藤由紀子（日テレ）、藤島幸輔（日テレ）、荒井裕晶
- チーフプロデューサー：鈴江秀樹（日テレ）、小松良徳（日テレ）、関健一（日テレ）、三浦俊明（日テレ）、横田崇（日テレ）

## 放送時間
特集番組として不定期に放送される。